# 瓦尔米耶拉足球俱乐部
瓦尔米耶拉足球俱乐部（英語：Valmiera FC）是拉脫維亞的一家职业足球俱樂部。俱乐部参加拉脫維亞超級足球聯賽的赛事。在2017年赢得了拉脱维亚足球甲级联赛后，该俱乐部在缺席14年之后重新加入超级联赛。

## 历史
该俱乐部的前身是存在于1978年至1993年的瓦尔米耶拉高亚足球俱乐部（FK Gauja Valmiera），该俱乐部于1990年赢得了拉脱维亚苏维埃社会主义共和国足球冠军锦标赛的最后一届冠军，并在拉脱维亚恢复独立后继续征战拉脫維亞超級足球聯賽。然而，1993赛季结束后，瓦尔米耶拉高亚降级，并在此后逐渐衰落，并于90年代中期在乙级联赛解散。
1996年，瓦尔米耶拉足球俱乐部成立，当时球队名为拉脱维亚语写法（Valmieras futbola klubs）。球队在首个赛季参加拉脱维亚足球甲级联赛并夺得亚军，获得参加升降级附加赛的资格。球队在升降级附加赛中以客场0–1、主场2–0的比分，两回合逆转击败斯孔托，成功晋级到拉脫維亞超級足球聯賽。
1997赛季，球队在联赛9支球队中排名第7名，成功保级。1998赛季和1999赛季，球队连续两年排名第5名。进入21世纪后，球队财政开始遭遇困难，并在2003年因财政问题被迫从超级联赛降级到甲级联赛。
2017年，球队以领先第二名10分的优势夺得甲级联赛冠军，得以在2018年重返超级联赛。2020年，球队名更改为英语写法（Valmiera Football Club）。
2022年，球队首次夺得超级联赛冠军。

## 荣誉
- 拉脫維亞超級足球聯賽
  - 冠军 (1): 2022